# 北海道医師会

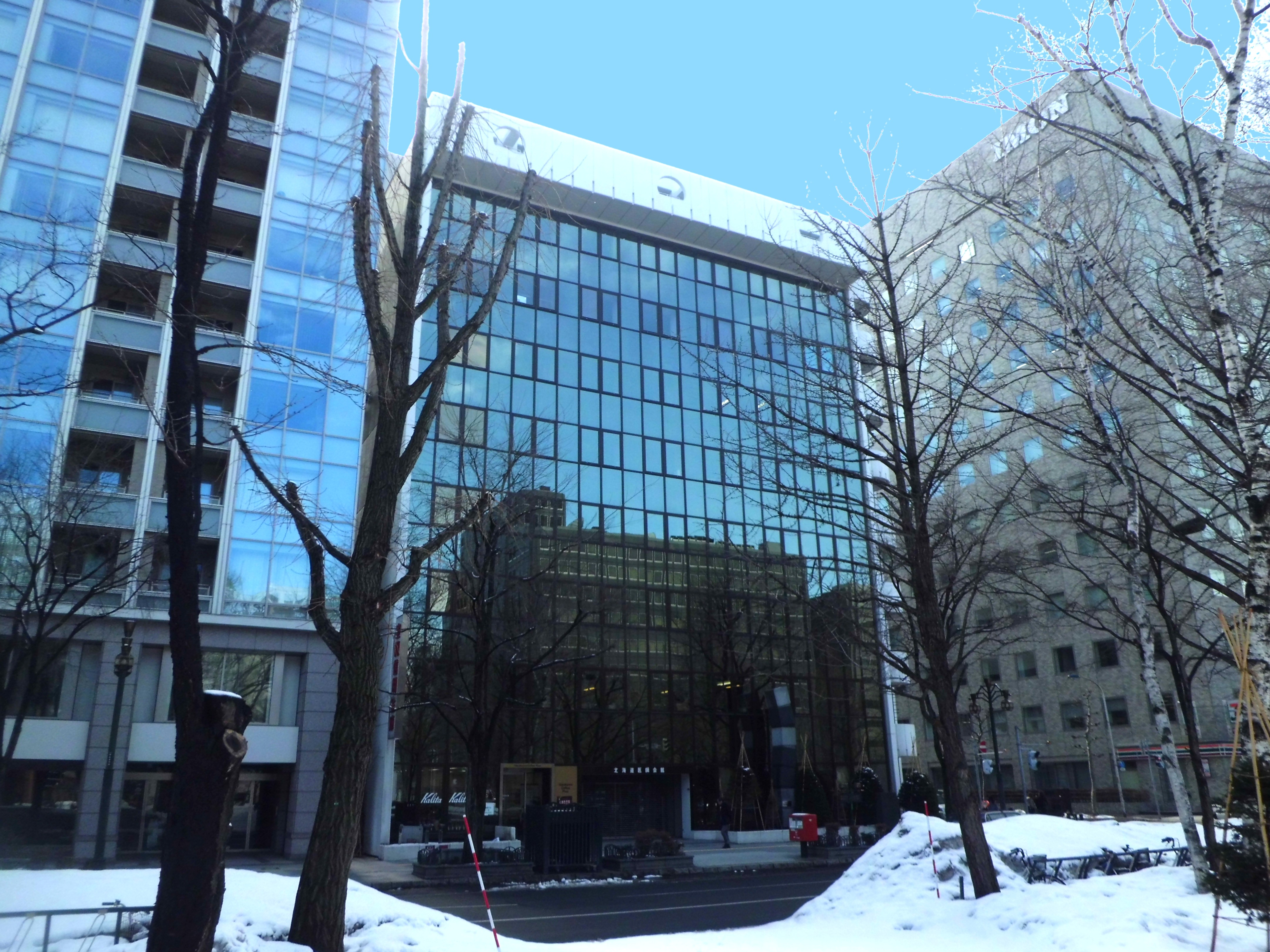
北海道医師会館

一般社団法人北海道医師会（ほっかいどういしかい、英称 Hokkaido Medical Association）は、北海道の医師を会員とする法人。
本部所在地は、北海道札幌市中央区大通西6丁目。

## 郡市医師会・医療機関医師会

### 中央

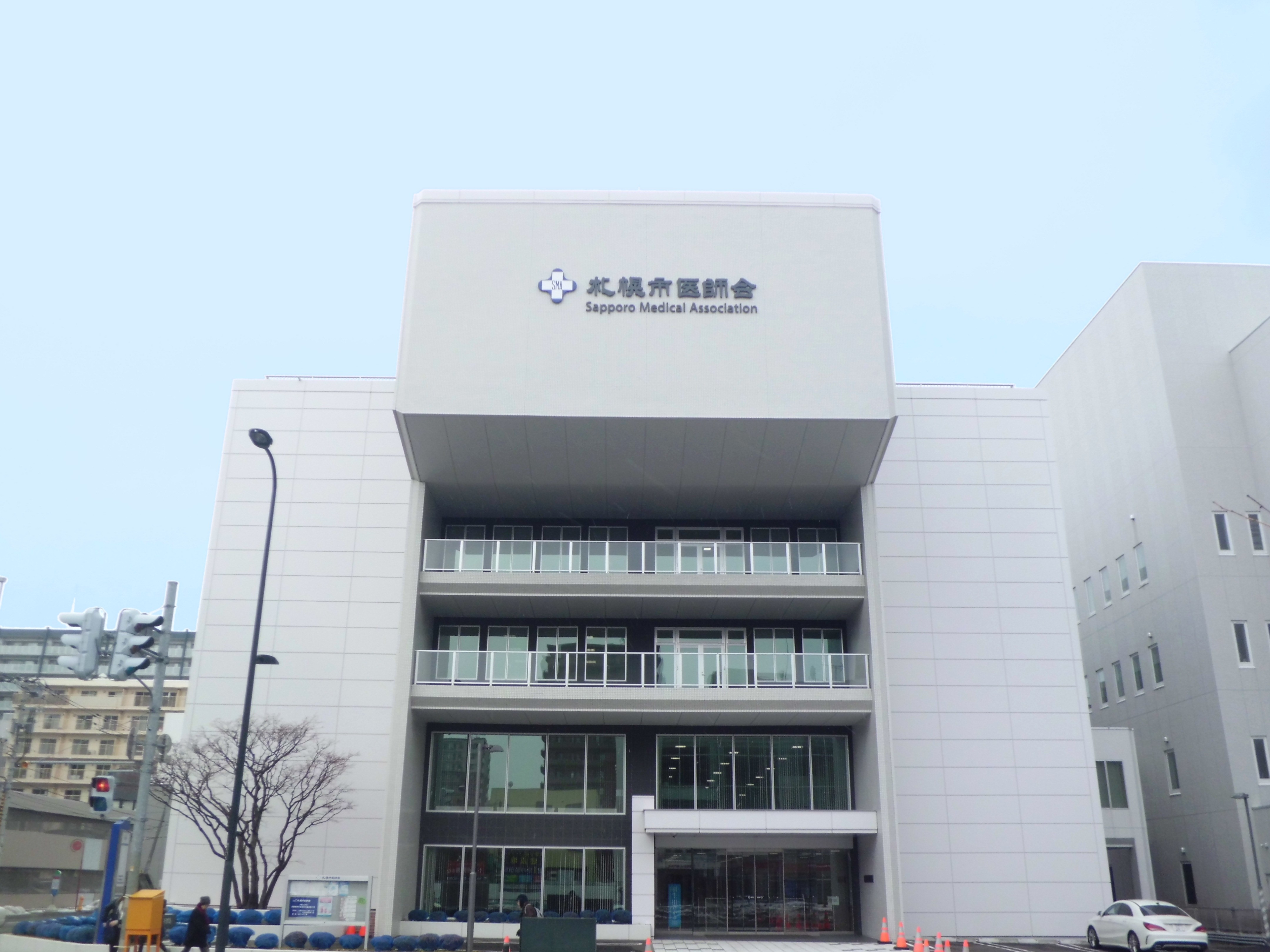
札幌市医師会館

- 札幌市医師会
- 江別医師会
- 石狩医師会
- 千歳医師会
- 恵庭市医師会
- 北広島医師会

### 道南
- 函館市医師会
- 渡島医師会
- 檜山医師
- 北部檜山医師会

### 後志
- 小樽市医師会
- 寿都医師会
- 羊蹄医師会
- 岩内古宇郡医師会
- 余市医師会

### 日胆
- 室蘭市医師会
- 胆振西部医師会
- 苫小牧市医師会
- 日高医師会

### 空知
- 岩見沢市医師会
- 空知南部医師会
- 夕張市医師会
- 三笠市医師会
- 美唄市医師会
- 空知医師会
- 滝川市医師会
- 赤平市医師会
- 芦別市医師会

### 道北
- 旭川市医師会
- 深川医師会
- 富良野医師会
- 上川郡中央医師会
- 上川北部医師会
- 留萌医師会
- 宗谷医師会

### 北見
- 北見医師会
- 紋別医師会
- 遠軽医師会
- 美幌医師会
- 網走医師会

### 道東
- 帯広市医師会
- 十勝医師会
- 釧路市医師会
- 根室市外三郡医師会

### 医育
- 北海道大学医師会
- 札幌医科大学医師会
- 旭川医科大学医師会